# Luzula philippinensis
Luzula philippinensis är en tågväxtart som beskrevs av M.E. Jansen. Luzula philippinensis ingår i Frylesläktet som ingår i familjen tågväxter. Inga underarter finns listade i Catalogue of Life.